# Azione (fisica)
In fisica, in particolare nella meccanica hamiltoniana e lagrangiana, l'azione è una grandezza che caratterizza in generale lo stato e l'evoluzione di un sistema, permettendo di studiarne il moto. È una grandezza scalare con le dimensioni di un'energia per un tempo e matematicamente è definita come un funzionale che agisce sullo spazio delle fasi e restituisce numeri reali.
Nel caso si consideri un'azione che sia locale, essa deve essere definita attraverso un integrale. In generale, lo spazio delle fasi non deve essere necessariamente uno spazio funzionale, in quanto si possono trattare oggetti come le geometrie non commutative.
Si tratta di uno strumento utilizzato in meccanica classica, nell'elettromagnetismo, nella meccanica relativistica e nella meccanica quantistica.

## Storia
Il concetto di azione è stato introdotto da Maupertuis per sistemi scleronomi nel 1746. Secondo la sua definizione, in un sistema di {\displaystyle n} coordinate generiche {\displaystyle q_{i}}, intendendo l'integrale dell'energia cinetica {\displaystyle T} tra due istanti {\displaystyle t_{1}} e {\displaystyle t_{2}} dell'evoluzione temporale del sistema:
{\displaystyle {\mathcal {P}}=\int _{t_{1}}^{t_{2}}2\cdot T(\mathbf {q} (t),{\dot {\mathbf {q} }}(t),t)\ \mathrm {d} t},
Questa quantità viene chiamata azione ridotta in quanto funzionale applicato al percorso seguito da un sistema fisico che non considera la dipendenza dal parametro temporale {\displaystyle t}. Nei sistemi scleronomi l'energia cinetica è pari alla metà dell'integrale di Hamilton, quindi l'azione ridotta è esprimibile come integrale di cammino:
{\displaystyle {\mathcal {P}}=\int _{t_{1}}^{t_{2}}\mathbf {p} \cdot \mathbf {\dot {q}} \ \mathrm {d} t=\int _{q_{1}}^{q_{2}}\mathbf {p} \cdot \mathrm {d} \mathbf {q} }
dove {\displaystyle \mathbf {p} } è la quantità di moto generalizzata. Il principio di Maupertuis stabilisce che lungo l'effettiva traiettoria seguita dal sistema questo funzionale è stazionario.
Eulero, nelle sue Riflessioni su alcune leggi generali della natura del 1748, definisce sforzo come l'opposto dell'integrale dell'energia potenziale:
{\displaystyle {\mathcal {E}}=-\int _{t_{1}}^{t_{2}}U(\mathbf {q} (t),t)\ \mathrm {d} t}
Hamilton, alla luce della recente trattazione lagrangiana della meccanica analitica, unificò le due definizioni precedenti in una più generale che tenesse conto di entrambi i contributi, e che portasse alle medesime conclusioni della meccanica newtoniana. Egli definì l'azione nel seguente modo:
{\displaystyle {\mathcal {S}}={\frac {1}{2}}{\mathcal {P}}+{\mathcal {E}}}.

## Definizione
In fisica esistono diverse definizioni di azione. Solitamente si fa corrispondere all'azione un integrale rispetto al tempo ed eventualmente rispetto ad un insieme di variabili spaziali, e talvolta l'integrale viene effettuato lungo la curva percorsa dal sistema considerato nello spazio delle configurazioni. In meccanica lagrangiana ed hamiltoniana è solitamente definita come l'integrale nel tempo di una funzione caratteristica del sistema meccanico considerato, la Lagrangiana, valutato tra gli istanti iniziali e finali dell'evoluzione temporale del sistema tra due posizioni.
La principale motivazione nel definire il concetto di azione risiede nel principio variazionale di Hamilton, secondo il quale ogni sistema meccanico è caratterizzato dal fatto che la sua evoluzione temporale tra due posizioni nello spazio minimizza l'azione. Nell'ambito del calcolo delle variazioni tale enunciato si esprime dicendo che l'evoluzione temporale di un sistema fisico fra due istanti dello spazio delle fasi è un punto stazionario per l'azione, solitamente un punto di minimo, per piccole perturbazioni della traiettoria percorsa. Il principio variazionale permette in questo modo di riformulare le equazioni del moto, in genere equazioni differenziali, attraverso un'equivalente equazione integrale.
Se l'azione {\displaystyle {\mathcal {S}}} può essere espressa attraverso un operatore integrale nel tempo tra gli istanti iniziale e finale dell'evoluzione del sistema, si ha:
{\displaystyle {\mathcal {S}}=\int _{t_{1}}^{t_{2}}{\mathcal {L}}\ \mathrm {d} t}
dove l'integrando {\displaystyle {\mathcal {L}}} è la Lagrangiana. L'azione ha le dimensioni di un'energia per tempo, e pertanto è misurata in joule•secondo.
In un contesto più formale, si consideri una varietà differenziabile n-dimensionale {\displaystyle M}, una varietà detta "bersaglio" {\displaystyle T} e sia {\displaystyle {\mathcal {C}}} lo spazio delle configurazioni delle funzioni lisce da {\displaystyle M} a {\displaystyle T}. In meccanica classica, ad esempio, {\displaystyle M} è la varietà monodimensionale {\displaystyle \mathbb {R} } che rappresenta il tempo, e lo spazio bersaglio è il fibrato cotangente dello spazio delle posizioni generalizzate.
L'azione è un funzionale {\displaystyle S:{\mathcal {C}}\rightarrow \mathbb {R} } che mappa su {\displaystyle \mathbb {R} } (e non su {\displaystyle \mathbb {C} } per ragioni fisiche). Affinché l'azione sia locale è necessario imporre ulteriori restrizioni sul funzionale: se {\displaystyle \phi \in {\mathcal {C}}} si assume che {\displaystyle S(\phi )} sia l'integrale su {\displaystyle M} della Lagrangiana {\displaystyle {\mathcal {L}}(\phi ,\partial \phi ,\partial ^{2}\phi ,...,x)}, che è funzione di {\displaystyle \phi }, delle sue derivate e della posizione. Esplicitamente, l'azione è definita nel seguente modo:
{\displaystyle {\mathcal {S}}[\phi ]\equiv \int _{M}{\mathcal {L}}(\phi (x),\partial \phi (x),\partial ^{2}\phi (x),...,x)\ \mathrm {d} ^{n}x\qquad \forall \phi \in {\mathcal {C}}}
La maggior parte delle volte si assume che la Lagrangiana dipenda soltanto dal valore del campo e dalla sua derivata prima, poiché conoscendo la posizione e la velocità di ogni elemento che compone un sistema meccanico è possibile caratterizzarne completamente la dinamica, e prevedere in qualche modo la sua evoluzione.

### Equazioni variazionali di Eulero
Se {\displaystyle M} è compatto, le condizioni al contorno si ottengono specificando il valore di {\displaystyle \phi } al frontiera di {\displaystyle M}, altrimenti si ottengono fornendo opportuni limiti per {\displaystyle \phi } quando {\displaystyle x} tende all'infinito. Questo rende possibile ottenere l'insieme delle funzioni {\displaystyle \phi } tali che tutte le derivate funzionali di {\displaystyle S} su {\displaystyle \phi } sono nulle e {\displaystyle \phi } soddisfa le condizioni al contorno date. Tale insieme è determinato, considerando le condizioni al contorno, dalle soluzioni on shell delle equazioni di Eulero-Lagrange:
{\displaystyle {\frac {\delta {\mathcal {S}}}{\delta \phi }}=-\partial _{\mu }\left({\frac {\partial {\mathcal {L}}}{\partial (\partial _{\mu }\phi )}}\right)+{\frac {\partial {\mathcal {L}}}{\partial \phi }}=0}
Il membro sinistro è la derivata funzionale dell'azione rispetto a {\displaystyle \phi }.
In meccanica classica la Lagrangiana è data dalla somma tra l'energia cinetica {\displaystyle T} e il potenziale {\displaystyle V} o, analogamente, dalla differenza tra l'energia cinetica e l'energia potenziale {\displaystyle U}. In coordinate lagrangiane è definita quindi nel seguente modo:
{\displaystyle {\mathcal {L}}({\dot {\mathbf {q} }},\mathbf {q} ,t)=T({\dot {\mathbf {q} }},\mathbf {q} ,t)-U(\mathbf {q} ,t)}

## Invariante di Poincaré
Un invariante temporale viene definito come una grandezza {\displaystyle {\mathcal {I}}} tale che:
{\displaystyle {\frac {\mathrm {d} {\mathcal {I}}}{\mathrm {d} t}}=0}
Per un sistema hamiltoniano la circuitazione lungo un'orbita (intesa come traiettoria chiusa) dell'Hamiltoniana è nullo, e l'invariante di Poincaré viene definito come (l'opposto del) l'integrale temporale di tale circuitazione:
{\displaystyle {\frac {\mathrm {d} {\mathcal {I}}}{\mathrm {d} t}}=-\oint _{C}\mathrm {d} {\mathcal {H}}=0}
in quanto da lui adottato nella teoria delle orbite. Introducendo una variabile periodica {\displaystyle s} per mettere la curva e l'Hamiltoniana in forma parametrica, sviluppando la derivata totale dell'Hamiltoniana si ha:
{\displaystyle \oint _{C}\mathrm {d} {\mathcal {H}}=\oint _{C(s)}{\frac {\mathrm {d} {\mathcal {H}}}{\mathrm {d} s}}\mathrm {d} s=\oint _{C(s)}\left[{\frac {\partial {\mathcal {H}}}{\partial p_{i}}}{\frac {\partial p_{i}}{\partial s}}+{\frac {\partial {\mathcal {H}}}{\partial q_{i}}}{\frac {\partial q_{i}}{\partial s}}\right]\,\mathrm {d} s=0}
quindi introducendo le equazioni di Hamilton:
{\displaystyle \oint _{C(s)}\left[-{\frac {\partial q_{i}}{\partial t}}{\frac {\partial p_{i}}{\partial s}}+{\frac {\partial p_{i}}{\partial t}}{\frac {\partial q_{i}}{\partial s}}\right]\,\mathrm {d} s=0}
e integrando per parti:
{\displaystyle {\frac {\mathrm {d} {\mathcal {I}}}{\mathrm {d} t}}=\oint _{C(s)}\left[p_{i}{\frac {\partial ^{2}q_{i}}{\partial t\partial s}}+{\frac {\partial p_{i}}{\partial t}}{\frac {\partial q_{i}}{\partial s}}\right]\,\mathrm {d} s=0}
Si dimostra quindi che questo invariante corrisponde all'azione ridotta lungo una traiettoria chiusa {\displaystyle C} nello spazio delle fasi, ovvero alla circuitazione:
{\displaystyle {\mathcal {I}}=\oint _{C}\mathbf {p} \cdot \mathrm {d} \mathbf {q} =\oint _{C}\mathrm {d} {\mathcal {P}}}
semplicemente parametrizzando la curva e le variabili coniugate:
{\displaystyle q_{i}=q_{i}(s,t),\quad p_{i}=p_{i}(s,t)}

## Azione classica
Anche in fisica classica l'azione è definita come un funzionale (integrale) {\displaystyle {\mathcal {S}}} che agisce su un insieme di funzioni dipendenti dal tempo ed eventualmente dallo spazio, e restituisce uno scalare. In meccanica classica un sistema fisico è descritto da {\displaystyle n} coordinate generalizzate {\displaystyle \mathbf {q} =(q_{1},\dots ,q_{n})}, ed evolve tra due stati {\displaystyle \mathbf {q} _{1}(t)=\mathbf {q} (t_{1})} e {\displaystyle \mathbf {q} _{2}(t)=\mathbf {q} (t_{2})} nell'intervallo temporale compreso tra gli istanti {\displaystyle t_{1}} e {\displaystyle t_{2}}.
L'integrale che definisce l'azione nell'intervallo compreso tra {\displaystyle t_{1}} e {\displaystyle t_{2}} è dunque il seguente:
{\displaystyle {\mathcal {S}}[\mathbf {q} ]\ {\stackrel {\mathrm {def} }{=}}\ \int _{t_{1}}^{t_{2}}{\mathcal {L}}({\dot {\mathbf {q} }}(t),\mathbf {q} (t),t)\,\mathrm {d} t}
dove {\displaystyle {\mathcal {L}}({\dot {\mathbf {q} }},\mathbf {q} ,t)} denota la Lagrangiana del sistema.
Il principio variazionale afferma che l'evoluzione del sistema fisico è la soluzione dell'equazione variazionale:
{\displaystyle {\frac {\delta {\mathcal {S}}}{\delta \mathbf {q} (t)}}=0}
In un sistema scleronomo, in particolare, anche l'azione ridotta {\displaystyle {\mathcal {P}}} sulla traiettoria di un oggetto è stazionaria, come stabilito dal principio di Maupertuis.

## Azione relativistica
L'approccio hamiltoniano ha il vantaggio di essere facilmente esteso e generalizzato. Per essere invariante, l'azione deve dipendere da quantità invarianti. La più semplice di queste quantità è il tempo proprio, indicato con {\displaystyle \tau }, ovvero il tempo misurato da un orologio in un sistema di riferimento solidale con la particella. In accordo con la relatività ristretta si ha che la quantità:
{\displaystyle -(c\,\mathrm {d} \tau )^{2}=-\mathrm {d} s^{2}=-(c\,\mathrm {d} t)^{2}+\mathrm {d} x^{2}+\mathrm {d} y^{2}+\mathrm {d} z^{2},\ }
dove con {\displaystyle c} si è indicata la velocità della luce e con {\displaystyle \mathrm {d} \tau =-\mathrm {d} s/c}  è la variazione infinitesima del tempo proprio.  Per un punto materiale non soggetto a forze l'azione relativistica è data da:

{\displaystyle {\mathcal {S}}=-mc\int \mathrm {d} s=-mc^{2}\int \mathrm {d} \tau .}
dove con {\displaystyle m} si è indicata la massa inerziale della particella.